# Schleuse Erlangen
Die Schleuse Erlangen wurde in der Zeit von Mai 1967 bis Juli 1970 im Rahmen des Baues der Bundeswasserstraße Main-Donau-Kanal errichtet und am 30. Oktober 1970 eingeweiht. Da sie baufällig ist, wird seit 2014 der Neubau unter laufendem Betrieb geplant. Sie ist als Sparschleuse mit drei Sparbecken westlich des Schleusenbeckens ausgeführt.

## Schleuse
Die Kammer der Einzelschleuse liegt bei Kanal-Kilometer 41,05, hat bei einer Kammerlänge von 200 m eine nutzbare Länge von 190 m und eine Nutzbreite von 12 m.
Das Oberwasser hat eine Höhe von 284,8 m ü. NN, die des Schleusen-Unterwassers liegt bei 266,5 m ü. NN. Die Schleusungs-Fallhöhe beträgt 18,3 Meter.
Die Kammer hat ein Volumen von 44.835 m³, pro Schleusung werden 18.375 m³ Wasser benötigt. Durch die Hub- und Senkgeschwindigkeit von 1 m/min ergibt sich eine Schleusungsdauer von rund 18 Minuten.

## Steuerung
Die Schleuse hat einen eigenen Kommandostand, wird aber seit 2007 aus der Revierzentrale der WSV in Kriegenbrunn fernbedient. Von dort aus werden auch die Schleusen Nürnberg, Kriegenbrunn und Eibach ferngesteuert. Ab 2024 soll die Steuerung von zwölf Schleusen aus der Leitzentrale Nürnberg erfolgen[veraltet], später die aller 16 Kanalschleusen.
Die Schleuse ist, außer bei Betriebsstörungen wie beispielsweise Unfällen, Wartungsarbeiten oder Eisgang, ganzjährig rund um die Uhr betriebsbereit und nachts beleuchtet. Im Ober- und Unterwasser bestehen jeweils Schleusenvorhäfen für die Berufsschifffahrt, Warteplätze mit Sprechstellen für die Freizeitschifffahrt und Slipanlagen für Kleinfahrzeuge. Kleinfahrzeuge werden nur tagsüber und meist zusammen mit der Großschifffahrt abgefertigt. Muskelkraftgetriebene Wasserfahrzeuge werden nicht geschleust; für diese steht an den Slipstellen ein bepfandeter Transportwagen zum händischen Umsetzen bereit.

## Zwischenfälle
- Am 14. März 2014 musste an der Schleuse der Leichnam einer Frau geborgen werden. Die Schifffahrt wurde währenddessen vorübergehend eingestellt.[10]
- Am 22. Januar 2015 rammte ein voll beladenes Gütermotorschiff das noch geschlossene Tor am Oberhaupt der Schleuse, das hierdurch zerstört wurde.[11] Das Schiff blieb unbeschädigt und die Mannschaft unverletzt, jedoch musste in der Folge das Schleusentor erneuert werden.[12] Die Schifffahrt auf dem Kanal kam für über eine Woche zum Erliegen, und es bildete sich ein Rückstau von mehr als 30 Schiffen.[13]
- Am 4. Mai 2022 stürzte ein 37-jähriger Matrose bei einem beabsichtigten Landgang an der Schleuse ins Wasser. Er wurde zunächst geborgen, bei der anschließenden Reanimierung jedoch von dem anlegenden Schiff eingequetscht und verstarb im Krankenhaus.[14]